# Твердохлебов, Иван Трофимович
Иван Трофимович Твердохлебов (укр. Іван Трофимович Твердохлєбов; 20 января 1921, Айдар, Воронежская губерния — 29 июня 1993, Симферополь) — советский и украинский учёный; кандидат географических наук, профессор.

## Биография
Родился 20 января 1921 года в селе Айдар, ныне Ровеньского района Белгородской области, в крестьянской семье.
В 1938 году с отличием окончил семилетнюю школу в городе Россошь, куда переехала его семья, затем — педагогическое училище (1938—1941). Как один из лучших учеников получил направление на учёбу в Московский институт истории, философии и литературы имени Чернышевского. Но Великая Отечественная война не дала сбыться планам Ивана Твердохлебова.
После ускоренного курса обучения в артиллерийском училище (октябрь 1941 — июль 1942), был направлен в качестве командира взвода на Калининский фронт. В августе 1942 года в ходе боевых действий в районе Ржева был тяжело ранен. После годичного пребывания в госпитале, находился в отпуске по болезни и затем комиссован.
В 1944—1948 годах работал преподавателем Россошанского педагогического училища и одновременно учился на заочном отделении географического факультета Воронежского государственного университета. По окончании университета в 1948 году поступил в аспирантуру при Ярославском педагогическом институте имени К. Д. Ушинского. В 1952 году в Институте географии Академии наук СССР Твердохлебов защитил кандидатскую диссертацию на тему «Словакия. Экономико-географическая характеристика».
В 1952—1953 годах И. Т. Твердохлебов работал старшим преподавателем кафедры экономической географии Крымского государственного педагогического института им. М. В. Фрунзе; в 1953—1991 годах — заведующий кафедрой; в 1974 году ему было присвоено ученое звание профессора кафедры; в 1991—1993 годах являлся профессором-консультантом кафедры экономической и социальной географии Симферопольского государственного университета им. М. В. Фрунзе.
С конца 1960-х годов главной сферой научных интересов И. Т. Твердохлебова стал новое в географии направление — рекреационная география, в частности, рекреационное районирование. В 1973 году под его руководством в вузе была начата подготовка специалистов туристско-экскурсионного дела.
Наряду с научно-педагогической, занимался общественной деятельностью. Был председателем правления Крымского отделения Общества советско-венгерской дружбы (1966—1985), заместителем председателя Крымского отдела Географического общества СССР (1964—1990); членом редакционных коллегий научных изданий «Известия Крымского отдела Географического общества СССР» (1957—1975), республиканского научно-методического сборника «Методика преподавания географии» (1971—1983) и республиканского межведомственного научного сборника «Экономическая география» (1973—1993).
Умер 29 июня 1993 года.

## Заслуги
- Награждён орденами Красной Звезды (1942, получил спустя полтора года)[3], «Знак Почета» (1971) и Отечественной войны I степени (1985), а также медалями, в числе которых «За победу над Германией в Великой Отечественной войне 1941—1945 гг.» (1945), «За доблестный труд» (1970) и «Ветеран труда», а также памятная медаль Географического общества СССР, посвящённая 150-летию со дня рождения П. П. Семенова-Тян-Шанского (1977).
- Удостоен нагрудного знака «Высшая школа СССР. За отличные успехи в работе» (1981) и грамоты Президиума Верховного Совета УССР «За заслуги в развитии научных исследований и подготовке кадров» (1990).
- В 1998 году на географическом факультете Симферопольского университета имени М. В. Фрунзе (Таврический национальный университет имени В. И. Вернадского) была открыта аудитория имени профессора И. Т. Твердохлебова.[2]